# Lijst van nummer 1-dvd's in de Nederlandse Muziek DVD Top 30 in 2009
Dit is een lijst van nummer 1-dvd's in de Nederlandse Muziek DVD Top 30 in 2009.
| Nummer | Datum        | Artiest                      | Titel                                             |
| ------ | ------------ | ---------------------------- | ------------------------------------------------- |
| 137    | 3 januari    | André Rieu                   | Live in Australia                                 |
|        | 10 januari   | André Rieu                   | Live in Australia                                 |
|        | 17 januari   | André Rieu                   | Live in Australia                                 |
|        | 24 januari   | André Rieu                   | Live in Australia                                 |
|        | 31 januari   | André Rieu                   | Live in Australia                                 |
| 138    | 7 februari   | De Toppers                   | Toppers in Concert 2008                           |
| 139    | 14 februari  | Frans Bauer & Marianne Weber | Live in Ahoy 2008                                 |
|        | 21 februari  | Frans Bauer & Marianne Weber | Live in Ahoy 2008                                 |
|        | 28 februari  | Frans Bauer & Marianne Weber | Live in Ahoy 2008                                 |
|        | 7 maart      | Frans Bauer & Marianne Weber | Live in Ahoy 2008                                 |
| 140    | 14 maart     | André Rieu                   | Live in Australia                                 |
| 141    | 21 maart     | Marco Borsato                | Wit Licht - Live                                  |
|        | 28 maart     | Marco Borsato                | Wit Licht - Live                                  |
|        | 4 april      | Marco Borsato                | Wit Licht - Live                                  |
|        | 11 april     | Marco Borsato                | Wit Licht - Live                                  |
|        | 18 april     | Marco Borsato                | Wit Licht - Live                                  |
| 142    | 25 april     | Leonard Cohen                | Live in London                                    |
|        | 2 mei        | Leonard Cohen                | Live in London                                    |
| 143    | 9 mei        | Jan Smit                     | Live '09 - Jan Smit Komt Naar Je Toe Tour 08 / 09 |
|        | 16 mei       | Jan Smit                     | Live '09 - Jan Smit Komt Naar Je Toe Tour 08 / 09 |
|        | 23 mei       | Jan Smit                     | Live '09 - Jan Smit Komt Naar Je Toe Tour 08 / 09 |
|        | 30 mei       | Jan Smit                     | Live '09 - Jan Smit Komt Naar Je Toe Tour 08 / 09 |
|        | 6 juni       | Jan Smit                     | Live '09 - Jan Smit Komt Naar Je Toe Tour 08 / 09 |
| 144    | 13 juni      | Leonard Cohen                | Live in London                                    |
|        | 20 juni      | Leonard Cohen                | Live in London                                    |
| 145    | 27 juni      | Jan Smit                     | Live '09 - Jan Smit Komt Naar Je Toe Tour 08 / 09 |
| 146    | 4 juli       | André Rieu                   | Live in Australia                                 |
| 147    | 11 juli      | Michael Jackson              | One Night in Japan                                |
|        | 18 juli      | Michael Jackson              | One Night in Japan                                |
|        | 25 juli      | Michael Jackson              | One Night in Japan                                |
| 148    | 1 augustus   | Mega Mindy                   | Uit Het Dagboek Van Mega Mindy Special!           |
| 149    | 8 augustus   | Nick & Simon                 | Altijd Dichtbij - Live in Concert                 |
|        | 15 augustus  | Nick & Simon                 | Altijd Dichtbij - Live in Concert                 |
| 150    | 22 augustus  | Leonard Cohen                | Live in London                                    |
| 151    | 29 augustus  | Ilse DeLange                 | Live in Ahoy                                      |
| 152    | 5 september  | André Rieu                   | Live in Maastricht 3                              |
|        | 12 september | André Rieu                   | Live in Maastricht 3                              |
|        | 19 september | André Rieu                   | Live in Maastricht 3                              |
|        | 26 september | André Rieu                   | Live in Maastricht 3                              |
| 153    | 3 oktober    | Madonna                      | Celebration - The Video Collection                |
| 154    | 10 oktober   | De Toppers                   | Toppers in Concert 2009                           |
|        | 17 oktober   | De Toppers                   | Toppers in Concert 2009                           |
|        | 24 oktober   | De Toppers                   | Toppers in Concert 2009                           |
| 155    | 31 oktober   | 3JS                          | Koesteren Theatertour 2009                        |
|        | 7 november   | 3JS                          | Koesteren Theatertour 2009                        |
| 156    | 14 november  | Cliff & The Shadows          | The Final Reunion - Live From The O2 Arena        |
| 157    | 21 november  | Nick & Simon                 | Overal - Ahoy' 2009                               |
|        | 28 november  | Nick & Simon                 | Overal - Ahoy' 2009                               |
|        | 5 december   | Nick & Simon                 | Overal - Ahoy' 2009                               |
|        | 12 december  | Nick & Simon                 | Overal - Ahoy' 2009                               |
|        | 19 december  | Nick & Simon                 | Overal - Ahoy' 2009                               |
|        | 26 december  | Nick & Simon                 | Overal - Ahoy' 2009                               |

2002 ·
2003 ·
2004 ·
2005 ·
2006 ·
2007 ·
2008 ·
2009 ·
2010 ·
2011 ·
2012 ·
2013 ·
2013 ·
2015 ·
2016 ·
2017 ·
2018 ·
2019
- Nederland (Top 40)
- Nederland (Single Top 100)
- Nederland (3FM Mega Top 50)
- Nederland (Kink 40)
- Nederland (DVD Top 30)
- Vlaanderen (Radio 2 Top 30)
- Vlaanderen (Ultratop 50)
- Vlaanderen (Top 30 van Ultratop)
- Vlaanderen (De Afrekening)
- Wallonië
- Australië
- Canada
- Denemarken
- Duitsland
- Frankrijk
- Ierland
- Italië
- Luxemburg
- Nieuw-Zeeland
- Noorwegen
- Oostenrijk
- Spanje
- Verenigd Koninkrijk
- Verenigde Staten (Hot 100)
- Zweden
- Zwitserland